# Al-Bayda, Libyen
al-Bayda (även al-Baidhah, Baida eller Beida m.fl. stavningar; arabiska: البيضاء, lyssna (fil)) är en stad i regionen Cyrenaika i nordöstra Libyen, cirka 32 km från Medelhavskusten. Staden har en befolkning på 203 700 invånare (2002), och är administrativt centrum för distriktet al-Jabal al-Akhdar.
al-Bayda blev 1843 platsen för sanusiernas första zawiya i Libyen. Den moderna staden grundades i slutet av 1950-talet och var Libyens administrativa huvudstad under en kort period 1964. Huvudstadsprojektet gavs upp efter libyska revolutionen 1969, dels på grund av att det var opraktiskt med en så avlägsen huvudstad, och dels för att staden var så nära kopplad till sanusiorden och monarkin. Mycket av infrastrukturen, parlamentshuset och flera regeringsbyggnader var dock redan färdigställt.
I al-Bayda finns ett islamiskt universitet. I närheten ligger ruinerna av den antika staden Kyrene.